# Pachycereus tepamo
Pachycereus tepamo ist eine Pflanzenart aus der Gattung Pachycereus in der Familie der Kakteengewächse (Cactaceae). Das Artepitheton tepamo verweist auf den spanischen Trivialnamen „Tepamo“.

## Beschreibung
Pachycereus tepamo wächst baumförmig, ist reich kandelaberförmig verzweigt und erreicht eine Wuchshöhe von 7 bis 10 Metern (selten bis 12 Meter). Es werden Stämme von bis 1 Meter Höhe ausgebildet. Die bläulich grünen, aufrechten Triebe verzweigen von ihrer Basis aus. Sie weisen Durchmesser von etwa 20 Zentimeter auf. Es sind 8 bis 9 (selten 7 bis 10) Rippen vorhanden. Die darauf befindlichen elliptischen, bewollten Areolen sind 2,5 Zentimeter lang. Die daraus entspringenden kräftigen, steifen Dornen sind weißlich grau und sowohl an ihrer Basis als auch an ihrer Spitze schwarz. Die vier, selten auch fünf, Mitteldornen sind im Querschnitt vielkantig und bis 4,5 Zentimeter lang. Zwei von ihnen sind abwärts gerichtet, einer aufwärts gerichtet und einer ist abstehend. Die sechs bis elf abgeflachten, steifen Randdornen sind 5 bis 30 Millimeter lang.
Blühfähige Areolen sind kreisrund und bewollt. Aus ihnen entspringen 17 bis 45, bis 6 Zentimeter lange Dornen, die sich nicht in Mittel- und Randdornen unterscheiden lassen. Die trichterförmigen Blüten erscheinen in der Nähe der Triebspitzen. Sie öffnen sich in der Nacht und sind 6 bis 8 Zentimeter lang. Ihr Perikarpell ist vollständig mit gelben Borsten bedeckt. Die Blütenröhre ist hingegen mit etwas purpurfarbenen Schuppen mit kahlen Achseln besetzt. Die kugelförmigen, fleischigen, rotpurpurfarbenen Früchte sind aufreißend. Ihre Areolen tragen eine strohgelbe Wolle und zahlreiche Borsten von 3 Zentimeter Länge.

## Verbreitung, Systematik und Gefährdung
Pachycereus tepamo ist im mexikanischen Bundesstaat Michoacán im unteren Einzugsgebiet des Río Balsas in tropischen Laubwäldern in Höhenlagen von 160 bis 1100 Metern verbreitet.
Die Erstbeschreibung erfolgte 1998 durch Susana Gama-López und Salvador Arias.
In der Roten Liste gefährdeter Arten der IUCN wird die Art als „Least Concern (LC)“, d. h. als nicht gefährdet geführt.

## Nachweise